# Будаєво
Буда́єво (рос. Будаево, ерз. Будаево) — присілок у складі Єльниківського району Мордовії, Росія. Входить до складу Єльниківського сільського поселення.
Населення — 22 особи (2010; 35 у 2002).
Національний склад (станом на 2002 рік):
- росіяни — 97 %